# Marques Haynes
Marques Oreole Haynes (* 3. Oktober 1926 in Sand Springs, Oklahoma; † 22. Mai 2015 in Plano, Texas) war ein US-amerikanischer Basketballspieler der Harlem Globetrotters von 1946 bis 1953 und nach Sapersteins Tod von 1972 bis 1979. Der 1,83 m große Haynes war Spielmacher und galt als einer der dribbelstärksten Spieler seiner Generation. 1998 wurde er als Spieler in die Naismith Memorial Basketball Hall of Fame aufgenommen.

## Biographie
Marques O. Haynes spielte Basketball an der Sand Springs Booker T. Washington High School und gewann 1941 das National Invitational Interscholastic Basketball Tournament in Tuskegee, AL gegen die Seminole Booker T. Washington High School (jede afrikanisch-amerikanische Highschool in Oklahoma war nach Booker T. Washington benannt). 1942 führte er seine High School zur Oklahoma State Meisterschaft und spielte anschließend vier Jahre an der HBCU Langston University, mit der er 112 Siege bei 3 Niederlagen erzielte und sogar die Harlem Globetrotters besiegen konnte.
Haynes trat den Trotters 1946 bei. Da damals in der National Basketball Association schwarze Spieler wie Haynes aus rassistischen Gründen verschmäht wurden, waren die Trotters in den Zeiten der Rassentrennung neben der New York Renaissance für Afroamerikaner die einzige realistische Chance, mit Basketball den Lebensunterhalt zu verdienen. Er verblüffte die Zuschauer mit seiner enormen Dribbelstärke, mit der er sich schier mühelos gegen bis zu drei Gegner durchsetzen konnte: Es wurde gemessen, dass Haynes den Ball bis zu sechsmal pro Sekunde auf dem Boden prellen konnte. Gemeinsam mit anderen Trotters wie Reece Tatum, Meadowlark Lemon und Elmer Robinson machte Haynes das Team populär und tourte zuerst durch die USA und später durch die ganze Welt.
Haynes spielte auch im legendären Showmatch 1948 gegen die Minneapolis Lakers von NBA-Superstar George Mikan, die damals als unschlagbar galten. Sekunden vor Schluss stand es 59:59, bis Haynes eine Vorlage auf Elmer Robinson gab und er mit dem Schlusshorn zum 61:59-Sieg einnetzte. Die ausschließlich schwarzen Trotters schlugen die ausschließlich weißen Lakers sensationell mit 61:59 und bewiesen, dass Afroamerikaner dasselbe Talent wie weiße Amerikaner hatten. Somit trug Haynes dazu bei, dass 1950 die Rassentrennung in der NBA aufgehoben wurde.
Marques Haynes spielte in mehr als 12.000 Spielen, reiste über vier Millionen Meilen in 97 Staaten und spielte noch, als er 60 war. Er gilt als einer der größten Trotter aller Zeiten, und als Dank vergeben die Trotters seine Trikotnummer 20 nie mehr.

## Referenzen
- Harlem Globetrotter – Das Team, das die Welt veränderte. DVD (Warner Home Video).